# Alphaattack

## Alphaattack
Alphaattack ist ein deutschsprachiges Minecraft-Netzwerk, das in Deutschland betrieben wird. Der Server ist über die Adresse alphaattack.de erreichbar.
Bekannt wurde das Netzwerk insbesondere durch Nachbildungen von Projekten bekannter deutschsprachiger Minecraft-YouTuber, darunter Formate wie Insel und Minecraft-Helden.

## Technische Angaben
Laut öffentlichen Minecraft-Serverlisten ist Alphaattack unter der Domain epyc.alphaattack.de (Port 25010) erreichbar und nutzt die Minecraft-Version 1.21. Der Server wird in Deutschland betrieben und war zuletzt aktiv mit über 120 Spielern gleichzeitig online.

## Spielmodi und Community
Nach Angaben einer deutschsprachigen Serverliste bietet Alphaattack eine Vielzahl von Spielmodi, darunter Survival (mit Wirtschaftssystem und Clans), PvP-Zonen, SkyBlock, Minispiele sowie regelmäßige Events. Auch Werte wie Fairness (kein Pay-to-Win) und technische Stabilität werden hervorgehoben.

## Webpräsenz
- Offizielle Website
- TikTok-Kanal von Alphaattack